# Ricky Oyola
Ricky Oyola é um esqueitista profissional de Filadélfia.

## Primeiros anos
Oyola nasceu em Pemberton, Nova Jérsia. e cresceu em Medford. Ele recebeu seu primeiro esqueite em 1985 como presente de aniversário, um Town & Country Zoner. Antes de se mudar para a Filadélfia, Oyola dirigia para o oeste da Filadélfia, estacionava na casa de Roger Browne e passava os dias andando com ele.

## Esqueitismo
Oyola é creditado por popularizar o esqueitismo na Filadélfia, Pensilvânia, ao lado de Browne, Matt Reason e Sergei Trudnowski. Oyola é reconhecido por seu estilo distinto de skate de rua na costa leste. Ele era conhecido em seus primeiros dias por usar um penteado afro e outros que envolviam cabelos longos. Sua participação em Eastern Exposure 3, de Dan Wolfe, mostrou a criatividade, versatilidade e velocidade de Oyola, expondo seu skate a um público maior.

### Vídeos de esqueite
| Vídeos de Esqueite                   | Ano  |
| ------------------------------------ | ---- |
| Devastation - Z Products             | 1991 |
| Spitfire                             | 1993 |
| Real Life - Sub Zero                 | 1994 |
| #10 - 411VM                          | 1995 |
| Eastern Exposure #3                  | 1996 |
| 7 Year Glitch - New Deal             | 2002 |
| Static II                            | 2004 |
| Via - Traffic Skateboards            | 2006 |
| Black and Blue - Vox Footwear        | 2007 |
| Tokyo Transfer - Traffic Skateboards | 2009 |

### Patrocinadores
O primeiro patrocinador oficial de Oyola foi a Z-Products, que notou o esqueitismo de Oyola enquanto ele estava em uma viagem de dois meses à Califórnia. Oyola teve vários patrocinadores ao longo de sua carreira, de empresas que ele fundou: Illuminati e Silverstar a Kastel, Zoo York, New Deal, Nicotina, Spitfire, Airwalk, Duffs, Memphis, Vox, caminhões Krux, Division Wheel Company e; Visão Street Wear e Converse.